# Flaché Gyula
Flaché Gyula (Budapest, 1892. november 7. – Besztercebánya, 1967. szeptember 18.) festő, író, publicista.

## Élete
Flache Károly kereskedő és Hackenmüller Anna fiaként született. 1907-től lakatostanonc a budapesti Láng műveknél, majd a reálgimnáziumban és Sződy K. szobrásziskolájában tanult. 1910-től a budapesti Magyar Képzőművészeti Főiskolán Ferenczy Károly, a Bécsi Képzőművészeti Akadémián Gustav Klimt és Heinrich Rauchinger tanítványa volt. Münchenben is volt tanulmányúton.
Az első világháború kitörésekor bevonult, és rajzolóként teljesített szolgálatot. 1917-ben Besztercebányán telepedett le. 1920-ban megalapította a Szlovenszkói Képzőművészek Egyesületét, amelynek az 1930-as évekig az igazgatója volt. 1945 után már nem volt lehetősége a kisebbségi társadalmi-szakmai tevékenységének folytatására.
Portréfestészettel, csendéletekkel, tájképekkel, figurális kompozíciókkal foglalkozott. Főleg az olajfestészetet részesítette előnyben, de ismerjük szobrait, rajzait, pasztelljeit is.
Témái Besztercebánya város, valamint környékének látképei, figurális kompozíciók a helyi nép életéből, portrék, virágcsendéletek.

## Művei
Festészetében a plein air festészet és a dekorativitás egyéni szintézisét alkotta meg. Jelentős portréfestészete is.
- 1926 a gyetvahutai római katolikus plébániatemplom falfestményei
- 1926 Petrogalli Oszkár mellszobra
- 1929–1930 Besztercebánya város allegóriája (220x980 cm)

## Kiállításai
- 1914 Budapest
- 1922 Prága
- 1925 Pozsony, Brünn
- 1962 Stredoslovenské Múzeum, Besztercebánya
- 1992 ŠG BB, Besztercebánya
- 2008 Szlovákiai Magyar Kultúra Múzeuma